# Stenotarsus discipennis
Stenotarsus discipennis is een keversoort uit de familie zwamkevers (Endomychidae). De wetenschappelijke naam van de soort werd in 1890 gepubliceerd door Henry Stephen Gorham.